# Hermann Heinrich Gossen
Hermann Heinrich Gossen (7. září 1810 Düren–13. února 1858 Kolín nad Rýnem) byl německý ekonom a revoluční myslitel. Byl významným předchůdcem marginalismu.
Narodil se v Dürenu, který byl v té době okupován Francouzi. Rodiče se v roce 1824 přestěhovali do Muffendorfu poblíž Bonnu . Po studiích v Bonnu pracoval Gossen jako pruský státní úředník. V roce 1847 odešel na odpočinek. Od té doby žil až do konce svého života v Kolíně nad Rýnem.
V knize Entwickelung der Gesetze des menschlichen Verkehrs (1854) definoval dva tzv. Gossenovy zákony. Prvním z nich je zákon klesající mezní užitečnosti, který tvrdí, že každá další přidaná jednotka přidá menší užitek. Po plném nasycení se slast mění ve strast. V zákoně racionálního hospodaření definuje maximální uspokojení jako takovou kombinaci komodit, kdy poslední přidané jednotky spotřebních produktů vytvoří stejné užitky. Kniha byla průkopnickou v tom, že uvedla do ekonomie matematickou úvahu. Pravděpodobně kvůli složitosti a silné matematizaci svých teorií ovšem Gossen nenašel žádné následovníky a byl dlouho zapomenutý.
Po roce 1870, přišli téměř současně Carl Menger a William Stanley Jevons s vlastními teoriemi mezního užitku. Zatímco se hádali o prvenství, jejich kolegové k překvapení obou zjistili, objevitelem zákonitosti je ve skutečnosti zapomenutý Gossen.
Vzhledem k tomu, že Gossenovy práce byly doceněny teprve desetiletí po jeho smrti, existuje dodnes velmi málo informací o jeho životě.